# Kuffs – Ein Kerl zum Schießen
Kuffs – Ein Kerl zum Schießen (Kuffs) ist eine US-amerikanische Filmkomödie von Bruce A. Evans aus dem Jahr 1992.

## Handlung
George Kuffs hat die Highschool abgebrochen und verlässt seine Freundin Maya Carlton als diese schwanger wird. Sein Bruder Brad ist Hilfspolizist der privat finanzierten, aber staatlich regulierten San Francisco Patrol Special Police. George will sich von seinem Bruder Geld leihen. Als dieser in seiner Anwesenheit erschossen wird, übernimmt George die Leitung der Firma. Es kommt zu turbulenten Ereignissen. Am Ende versöhnt er sich mit Maya und deckt, unterstützt von seinem Partner Ted Bukovsky, die Hintergründe der Ermordung seines Bruders auf.

## Kritiken
Desson Howe bezeichnete den Film in der Washington Post vom 10. Januar 1992 als eine „Un-Komödie“. Die Elemente der Handlung und sogar die Musik seien aus den anderen Filmen „geklaut“ („filch“).
Caryn James schrieb in der New York Times vom 10. Januar 1992, das Schmunzeln von Christian Slater würde „Millionen von Teenager-Mädchen in den Himmel bringen“ während der Rest des Publikums sich nicht langweilen würde.

## Auszeichnungen
Bruce A. Evans gewann im Jahr 1992 den Sonderpreis der Jury (Special Jury Prize) des Cognac Festival du Film Policier. Christian Slater wurde 1992 für den MTV Movie Award nominiert.

## Hintergrund
Der Film wurde in San Francisco gedreht. Er spielte in den Kinos der USA ca. 21,1 Millionen US-Dollar ein.